# Ергешбаев, Мурат Нальхожаевич
Мурат Нальхожаевич Ергешбаев (род. 12 апреля 1966) — казахстанский экономист, менеджер и государственный деятель. Аким города Кызылорда (2008—2010).

## Биография
Мурат Ергешбаев родился 12 апреля 1966 года в Кызылорде в казахской семье. В 1989 году окончил Алма-Атинский институт народного хозяйства по специальности «планирование сельского хозяйства». Позднее получил второе высшее образование в Национальнаой высшей школе госуправления при Президенте РК по специальности «государственное управление».
В 1989—1990 годах работал в Сырдарьинском районе Кызылординской области экономистом совхоза. С 1990 по 1993 год был начальником планово-экономического отдела Сырдарьинского агропромобъединения Кызылординской области. В 1993—1996 годах работал начальником кредитного отдела, заместителем начальника управления Акционерный Банк «Alem Bank Kazakhstan» по Кызылординской области. С 1996 года был советником заместителя акима Кызылординской области. В 1998—2001 годах был директором Кызылординского областного филиала «Народный банк Казахстана». В 2002—2004 годах был заместителем начальника управления труда, занятости и социальной защиты населения Кызылординской области. В 2004—2006 годах был начальником отдела финансов аппарата акима Кызылорды. В 2006—2008 года занимал пост вице-президентом по экономике и финансам АО «Орт сондируши» МЧС РК.
10 июня 2008 года Мурат Ергешбаев был назначен на должность акима города Кызылорды, на этом посту он проработал два года. В 2010—2011 годах был начальником управления финансов Кызылординской области. С мая 2011 по февраль 2013 года занимал должность акима Кармакшинского района Кызылординской области, а с февраля 2013 года по май 2014 года — акима Чиилийского района Кызылординской области. В 2014—2015 годах работал Заместителем руководителя департамента защиты прав потребителей по городу Алматы КЗПП МНЭ РК. С марта 2015 года — управляющий директор АО «КазАгроПродукт».
Награждён орденом «Курмет» (2011).

## Семья
Жена — Муслимова Гульшат Алиевна. Двое детей – Налькожа Нурали Муратович и Налькожа Шынали Муратович.